# Carybdea arborifera
Carybdea arborifera Maas, 1897 è una cubomedusa tropicale della famiglia Carybdeidae.

## Distribuzione e habitat
La specie è stata identificata dallo zoologo Otto Maas nei pressi di Honolulu, durante un viaggio di esplorazione a bordo della nave a vapore Albatross nel 1891. La specie vive quindi nell'Oceano Pacifico e vicino alla superficie.

## Descrizione
Ciò che contraddistingue la C. arborifera è la forma delle facelle (o phacellae), organi gastrici della medusa. Come la C. rastonii e della C. philipinensis, la specie possiede le facelle a forma di spazzola, ma i cui filamenti si dividono in rami nel caso della arborifera. Questa ramificazione ha valso alla specie il suo nome.